# Brandalsund

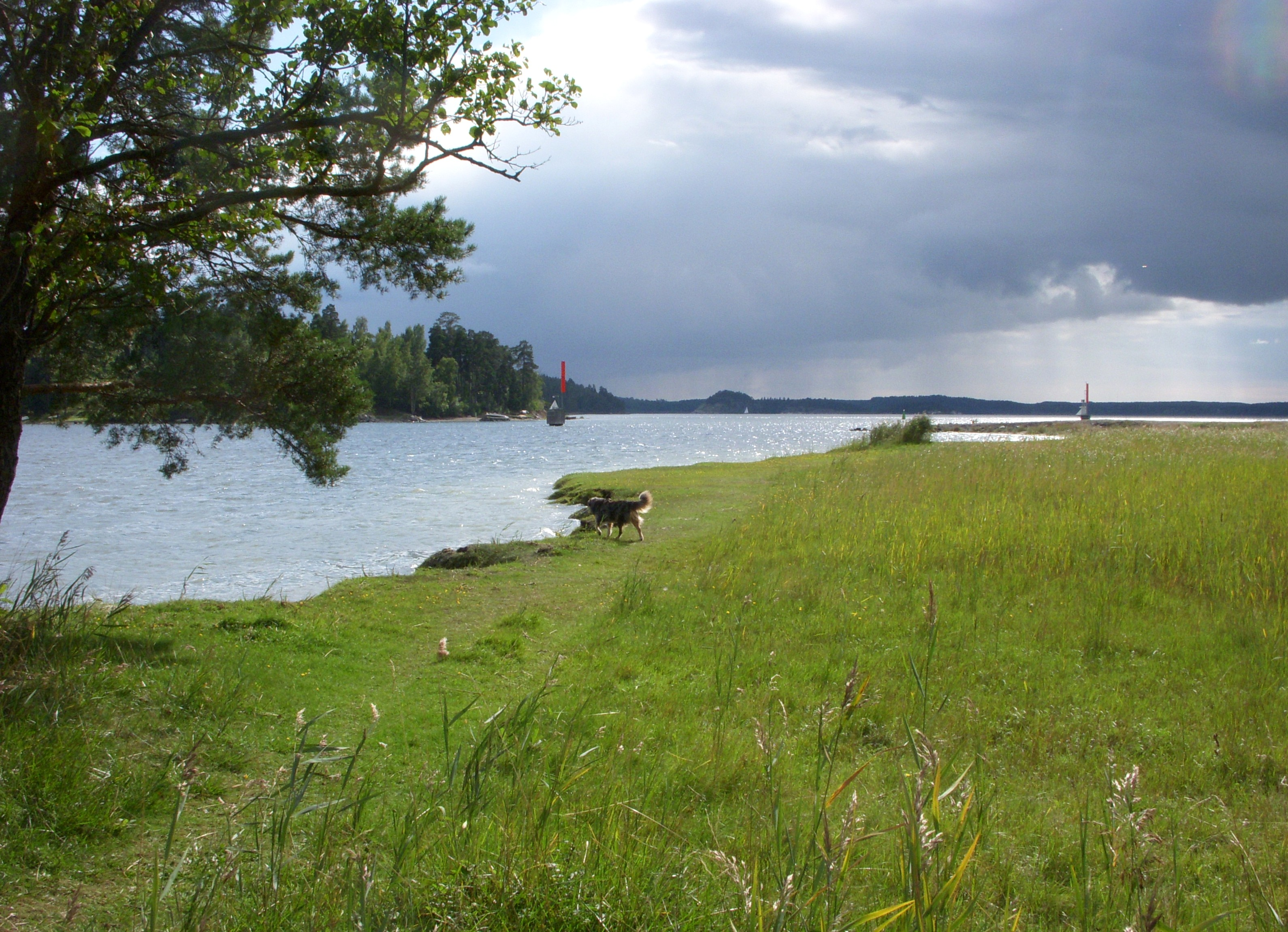
Brandalsund vy mot syd, 2010.

Brandalsund är ett kulturhistoriskt värdefullt område i Grödinge socken i Botkyrka kommun och Ytterjärna socken i Södertälje kommun. I området ingår bland annat godset Brandalsund, skansen Trindborgen, sundet Brandalsund samt sommarstugeområdet på Getryggen. Brandalsund finns i Riksantikvarieämbetets lista över riksintressen för kulturmiljövården (AB 7).
Namnet förmodas syfta på Brandaborg, som var en befäst medeltida borg i Södertäljeområdet som ingick i försvaret av inloppet till Södertälje. Området kring Brandalsund representerar en forntida farledsmiljö vid inloppet till Hallsfjärden och Södertälje. Vid sundets smalaste ställe, Brandalsundet, fanns sedan forntiden försvarsanläggningar i form av fornborgar.

## Godset Brandalsund

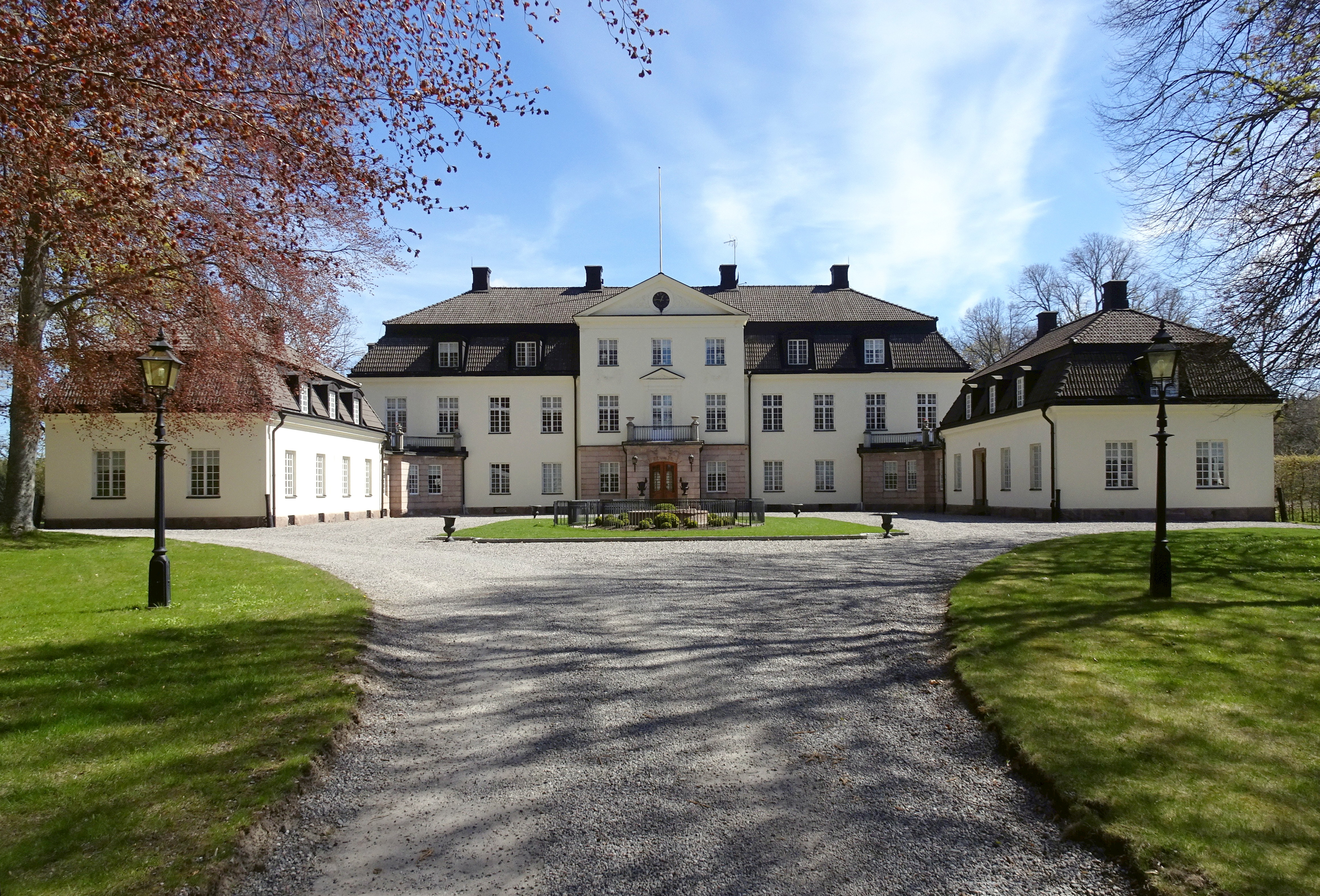
Brandalsunds huvudbyggnad, 2017.

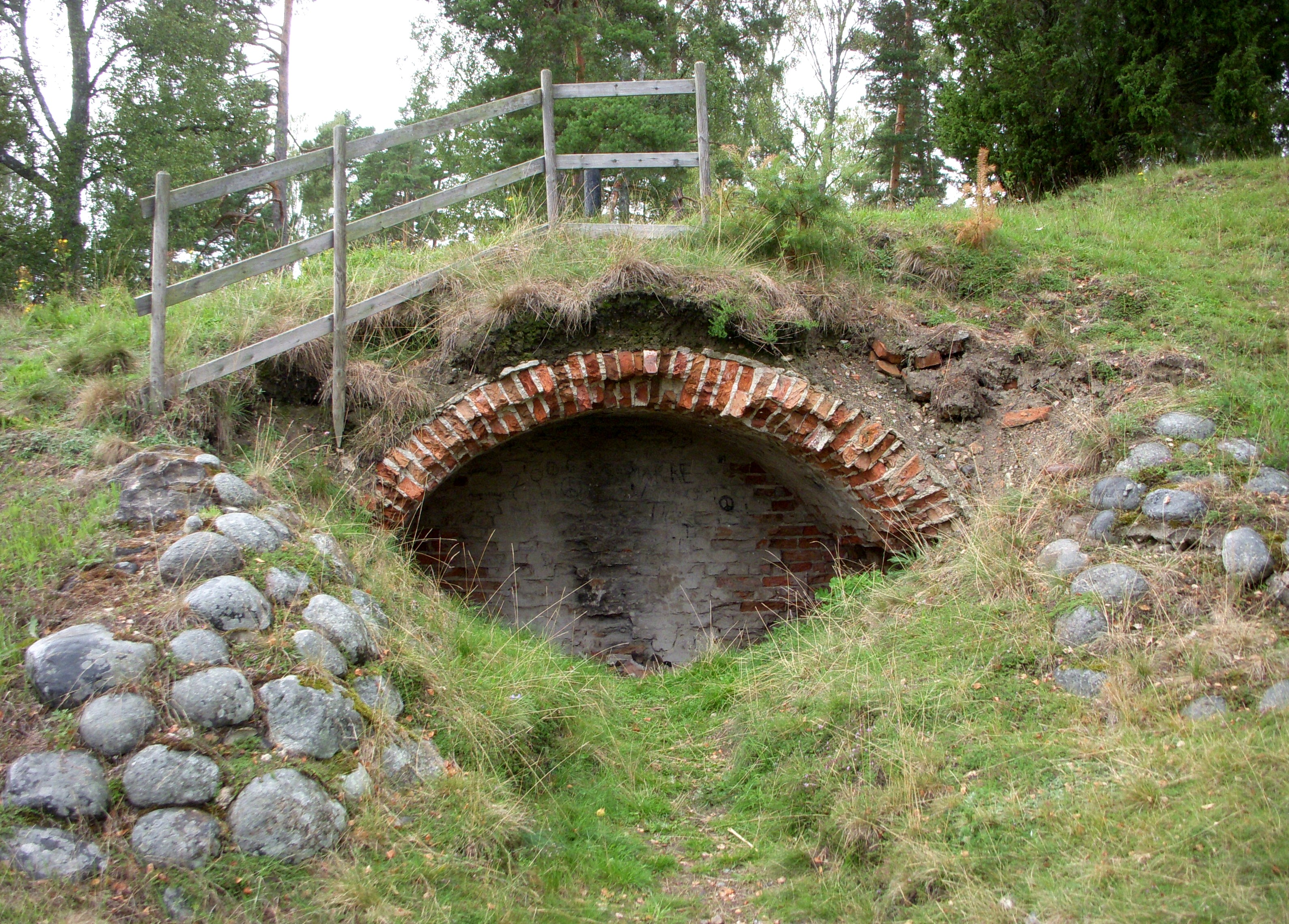
Resterna av sjökrogen vid Trindborgen.

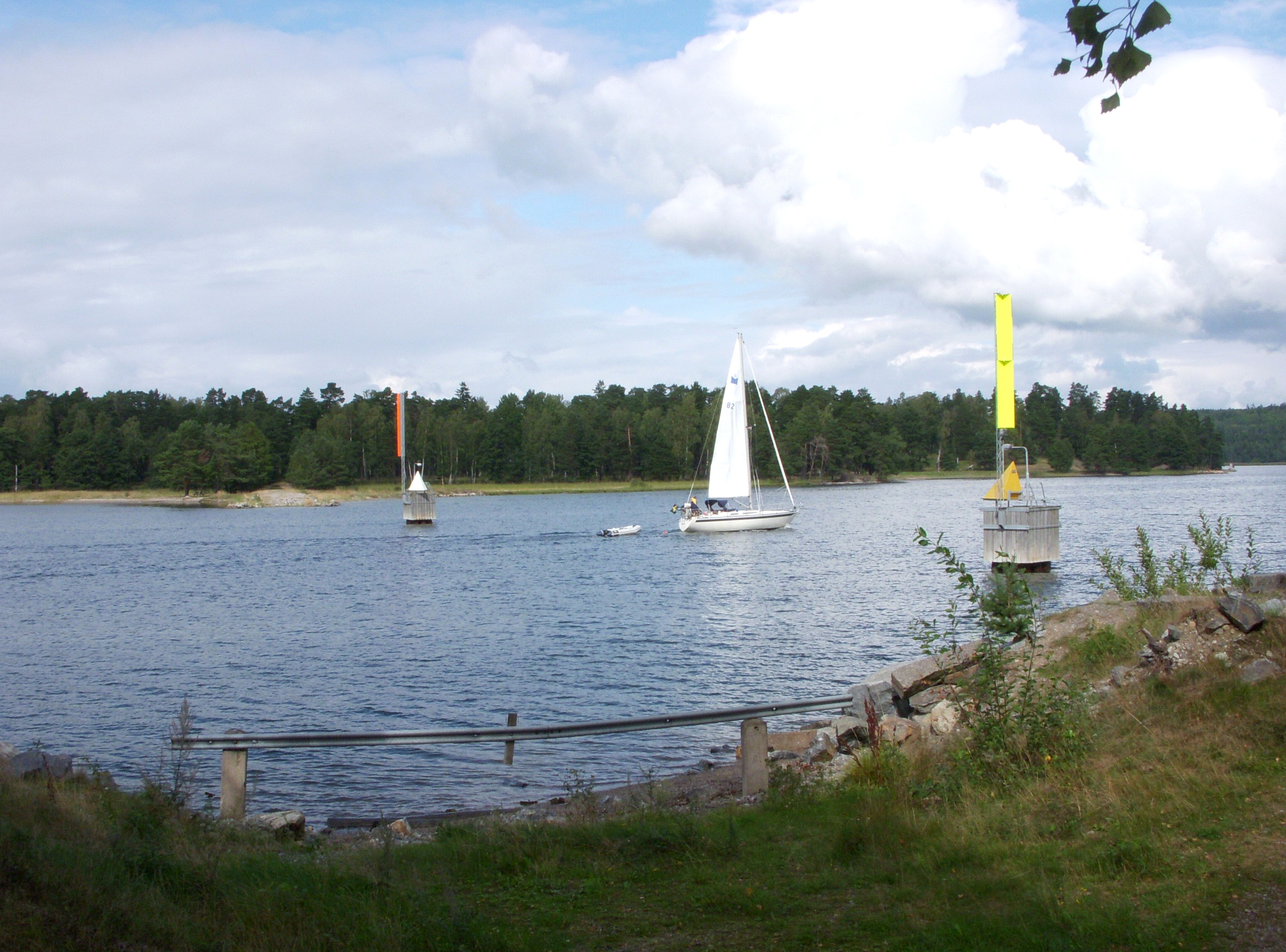
Brandalsund vy mot norr, 2010.

Godset Brandalsund  bildades under 1600-talet av Albygårdarna, Albytorp, Qvarsta samt hemmanen Vaskhuset och Österby. Godset fick säteriprivilegier någon gång innan år 1676 och blev år 1693 fideikommiss. Vid ryssarnas angrepp på den södermanländska kusten år 1719 slog de ryska trupperna läger vid Brandalsund och brände ner stora delar av godset.
Nuvarande byggnaderna 1917-18 enligt arkitekt Thor Thoréns ritningar. Den gamla mangårdsbyggnaden monterades ned och flyttades till Köping.

## Sundet Brandalsund
Under förhistorisk tid var den långsträckta fjärden en viktig farled mellan Östersjön och Mälaren. Själva sundet är cirka 100 meter bred och utgör det smalaste stället mellan Järnafjärden och Hallsfjärden i inloppet mot Södertälje. På västra sidan fanns en sjökrog som antyder att platsen var ett färjeläge med färja över sundet.  För försvaret av sundet anlades på 1600-talet Trindborgen. Sundet är fortfarande det smalaste stället längs Södertäljeleden.

## Trindborgen
Trindborgen är en hög kulle på halvön sydost om godset Brandalsund med resterna av en medeltida försvarsanläggning. Från denna strategiska plats har man kontrollerat och försvarat inloppet till Södertälje. Platsen har använts sedan början av 1400-talet och undersöktes på 1980-talet av amatörforskare med en arkeolog från riksantikvarieämbetet som ansvarig. Några murar eller andra säkra spår av någon medeltida försvarsanläggning fann de inte, vilken kan bero på att dessa grävts bort vid något senare tillfälle.

## Getryggen
Getryggen är den en kilometer meter långa halvö, som sträcker sig från östra sidan in i Järnafjärden.
Här finns en badplats och ett sportstugeområde från mellankrigstiden med 118 små självbyggda stugor. Längst ut på Getryggen slutade färdvägen som en gång i tiden via färja fortsatte på västra sidan sundet upp mot godset Brandalsund. Fritidshusområdet Getryggen omfattar omkring 140 fritidshus över ett område på 34 hektar.

## Nya bostäder
I oktober 2008 upprättades ett köpekontrakt mellan kommunerna Stockholm och Södertälje om försäljning till Södertälje av ett antal fastigheter inom Brandalsund och Ytterjärna-Berga med 944 hektar mark. Området är tänkt för nya bostäder. Gällande Brandalsund har Södertälje kommun uppgett att det skulle bli att bli en varsam exploatering, och att villor och radhus är aktuella.